# Hideaki Mochizuki
Hideaki Mochizuki (jap. 望月 英明, Mochizuki Hideaki; * August 1948) ist ein japanischer Jazzmusiker (Kontrabass).
Hideaki Mochizuki arbeitete ab den frühen 1970er-Jahren in der Tokyoter Jazzszene, u. a. mit Kohsuke Mine (mit dessen Quintett 1973 das Album Expectations entstand), des Weiteren mit Yosuke Yamashita, Akira Sakata und Toshinori Kondō im Jam Rice Sextet, mit Shigeharu Mukai, Ryōjirō Furusawa, Akira Sakata, Takeo Moriyama, Fumio Itabashi, Tatsuya Nakamura und Keize Inoue. In den beiden folgenden Jahrzehnten wirkte er auch an Aufnahmen von Tomoki Takahashi/Elvin Jones, Yoriyuki Harada (Miu), Takeo Moriyama (East Plants), Kōichi Matsukaze, Shigeo Maruyama, Kurumi Shimizu und Itaru Oki (Concert with Strings, 1998) mit. Im Bereich des Jazz war er von 1973 bis 1998 an 29 Aufnahmesessions beteiligt, zuletzt auf Yosuke Yamashitas Album Dr. Kanzo (Verve, 1998).